# Logique pneumatique
 (septembre 2014).
Si vous disposez d'ouvrages ou d'articles de référence ou si vous connaissez des sites web de qualité traitant du thème abordé ici, merci de compléter l'article en donnant les références utiles à sa vérifiabilité et en les liant à la section « Notes et références ».
La logique pneumatique est une technique de traitement de l'information basée sur des fonctions logiques qui sont mises en œuvre par des cellules pneumatiques.
Elle est développée dans l’industrie pour commander et automatiser des actionneurs dans un circuit pneumatique utilisant généralement de l'air comprimé comme énergie.

## Généralité

### Automatisation
L’automatisation industrielle vise à résoudre les problèmes d’asservissement, qu’il s’agisse de la simple automatisation d’un poste de travail, de la commande complète d’une machine transfert ou la réalisation d’un calculateur logique.
Quelle que soit la technique employée, une automatisation conduit toujours à :
- capter des informations;
- traiter ces informations;
- exécuter les ordres qu’elles donnent.

Ainsi, il faudra toujours :
- des circuits d’information;
- des circuits de commande;
- des circuits d’action (ou de puissance).

### Véhicule logique
On appelle véhicule logique tout moyen permettant de transporter un signal logique. Que ceux-ci soient des électrons qui assurent le fonctionnement des dispositifs électroniques et électromécaniques, ou les fluides qui président au fonctionnement des dispositifs pneumatiques et hydrauliques.

## Notions d’algèbre logique
L’étude de la logique formelle est due au précurseur G. Boole (1815-1864) qui, en écartant toute notion métaphysique, crée une nouvelle sorte de logique, plus rigoureuse, dans laquelle on admet que les propositions formulées ne peuvent être que VRAIES ou FAUSSES.
Les premières applications de l’algèbre logique aux circuits à contacts remontent à 1936.
Cette algèbre permet, pour la réalisation des schémas, d’utiliser une méthode rationnelle et se substitue à la méthode empirique. Elle s’applique aux circuits hydrauliques, électriques, dans lesquels les éléments constituants possèdent deux états nettement distincts et deux seulement.

### Définition
L’algèbre de Boole ou algèbre binaire est une algèbre dans laquelle on calcule sur des variables a, b, … qui ne peuvent prendre que DEUX valeurs 0 et 1, à l’aide des opérations + et x.

### Opérations booléennes
Les opérations booléennes permettent de vérifier les théorèmes du mathématicien Auguste De Morgan ainsi que les diagrammes des logiciens John Venn et Leonhard Euler sur la théorie des ensembles et la représentation de la table de Karnaugh.

### Liaison entre algèbre logique et automatisme
On peut assimiler tous les organes entrant dans la composition d’un automatisme à des organes binaires, c’est-à-dire pouvant prendre deux positions uniquement.
| valeur 1                 | valeur 0                   |
| ------------------------ | -------------------------- |
| Bobine excitée           | Bobine au repos            |
| Le courant passe         | Le courant ne passe pas    |
| Tuyauterie sous pression | Tuyauterie à l’échappement |
| Tige de vérin sortie     | Tige de vérin rentrée      |

## Fonction logique
Les fonctions logiques sont :
- fonctions de base : OU, OUI, NON, ET, MEMOIRE ; elles permettent de résoudre tous les problèmes de logique[3] ;
- fonctions universelles : NI, ON, INHIBITION. Toutes les fonctions de base peuvent être obtenues à l’aide du branchement d’un seul type de fonction universelle[4].

## Matériels

### Matériels logiques courants
Cellules pneumatiques ET, OU, OUI, NON, de petites dimensions, généralement 32x25x25 mm, et les MEMOIRE à 2 entrées et deux sorties 32x48x32 mm.

### Autres matériels "logiques"
Un pressostat ou un vacuostat, qui transforme un signal pneumatique en signal électrique permet par exemple d'alimenter un voyant lumineux lorsqu'un seuil de pression (ou dépression) est atteint.
Une électrovanne reçoit un signal électrique pour le transformer en signal pneumatique. Ceci permet de commander un circuit pneumatique à partir d'un circuit électrique. Les électrovannes sont souvent montées directement sur les distributeurs pneumatiques.
Dans le matériel logique nous distinguons quatre catégories de cellules :Dans le matériel logique nous distinguons quatre catégories de cellules[réf. nécessaire]: cellules statiques à destruction de jet, cellules statiques à orientation de jet, cellules à déplacements à basse pression, cellules à déplacement à pression industrielle (2 à 8 bars).

### Constructeurs
La société Lecq, en France, est une des premières à proposer des distributeurs. Ces appareils servent surtout dans les mines et sont de conception robuste. Vers les années 1930, la société Martonair développe une méthode d’utilisation de ces appareils pour les automatismes séquentiels.
En 1960, les matériels se miniaturisent grâce aux sociétés Clippard, Universo, Kunk et Mead, mais on ne parle pas encore de logique pneumatique. C’est en 1964, sous l’impulsion des constructeurs d’automobiles français, que des sociétés comme Lecq, Jouvenel et Cordier, Climax, soGemo donnent une nouvelle dimension dans la miniaturisation pour l’utilisation en commande logique.
De nouveaux constructeurs : Herion, Aro, Crouzet, Schrader, CPOAC, Télémécanique viennent ajouter des créations intéressantes notamment les séquenceurs (Climax, Crouzet, Télémécanique).

### Autres matériels connexes
Un venturi permet d'obtenir un vide partiel dans un circuit afin d'actionner une ventouse. Les ventouses sont très largement utilisées notamment dans le domaine de la manutention fine et emballages ou embouteillages divers. Les venturi's' ne sont pas à proprement parler des matériels logiques.
Une unité de traitement et conditionnement de l'air, dite unité F.R.L. (filtre, régulateur, lubrificateur) permet d'obtenir un air propre, à pression régulée et éventuellement lubrifié. Les distributeurs et vérins pneumatiques sont des organes mécaniques en mouvement qui nécessitent un certain niveau de qualité d'air comprimé. Les cellules logiques sont souvent de technologie à clapets (par opposition à tiroir) et ne nécessitent pas de lubrification qui est même nuisible à leur fonctionnement. Les unités F R L peuvent fournir une sortie d'air filtré et régulé en pression en amont du lubrificateur.(On peut aussi utiliser une alimentation séparée pour la logique).
Accessoires de raccordement et montage des cellules
les cellules sont montées sur des embases  80x35x12 mm, munies d’orifices de couleurs différentes pour faciliter la connexion et le repérage.
- ronds diamètre 8 mm pour l’embrochage des embases,
- des Y embrochables pour double connexion et autres raccords T, L,
- tube souple en nylon diamètre extérieur 4 mm, de différentes couleurs, qui se monte très facilement grâce au système pince fendue (sans outil). Ces tubes peuvent être munis de bagues numérotées pour faciliter le repérage lors du dépannage.
- profilés DIN pour le montage dans les armoires,
- les armoires, identiques à celles des électriciens.

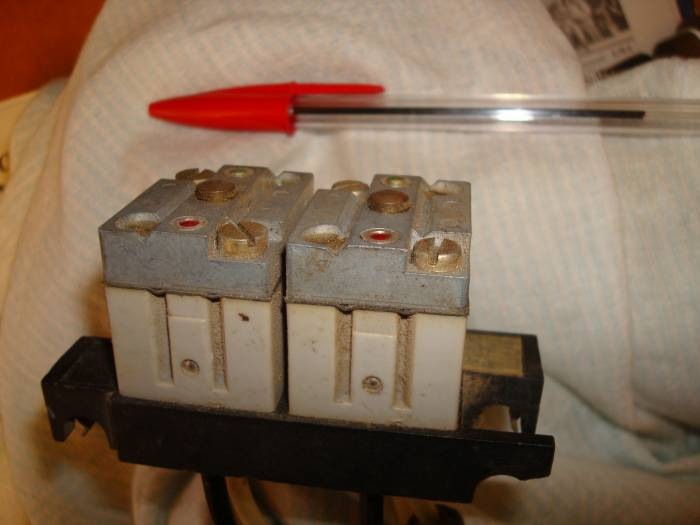
Cellules pneumatiques
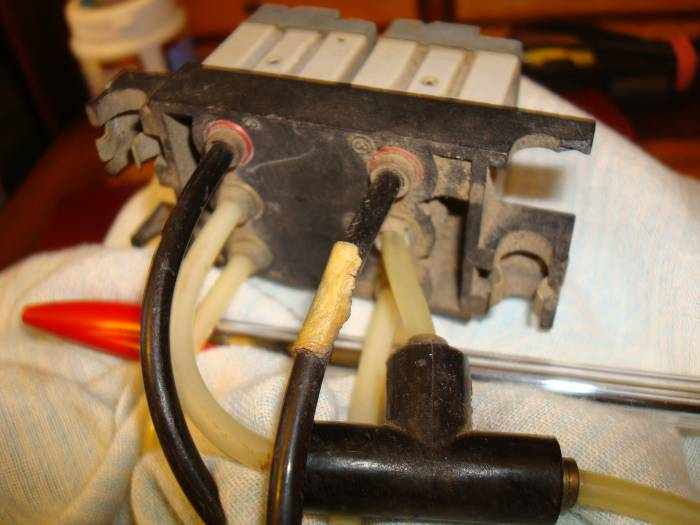
Branchement sous embase
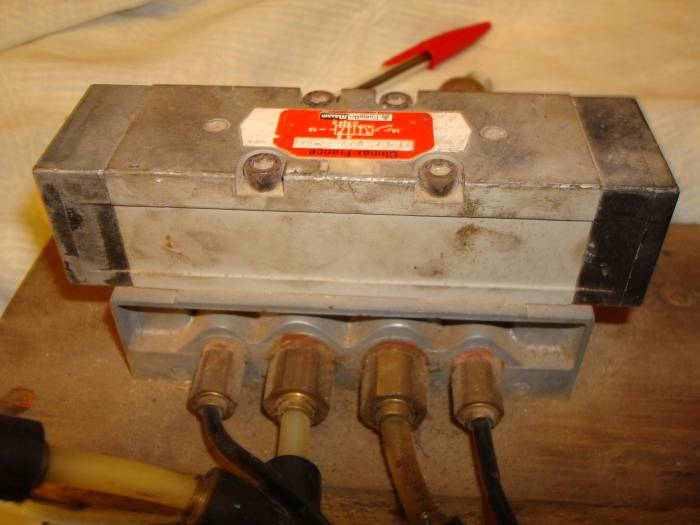
Distributeur pneumatique

## Avantages
- Absence d’éléments électriques dans ces installations.
- Les temps de réponses des cellules sont extrêmement rapides, de l’ordre de 5 ms (fréquence 200 Hz) avec une longévité de 100 millions de manœuvres environ.
- L’utilisation de l’air comprimé (2 à 8 bars) qui s’échappe des cellules, en fonctionnement normal, fait que la pression créée dans les armoires empêche l’introduction de poussière.
- Chaque cellule est équipée d’un témoin de pression (petit bouton rouge qui émerge de la surface de la cellule).
- Les composants pneumatiques sont très bon marché ; ce qui permet de changer tout élément qui parait défectueux sans avoir besoin de tenter de le réparer.

## Sources
1. ↑  « Tutoriel logique pneumatique », sur kikologic (consulté le 7 juin 2025)
2. ↑  « éléments de mémoire en pneumatique », sur Maxicours (consulté le 7 juin 2025)
3. ↑  Philippe berger, « logique binaire pneumatique », sur blog (consulté le 7 juin 2025)
4. ↑  « Automatique_les fonctions logiques », sur blog (consulté le 7 juin 2025)